# Grote Prijs van Montréal 2012

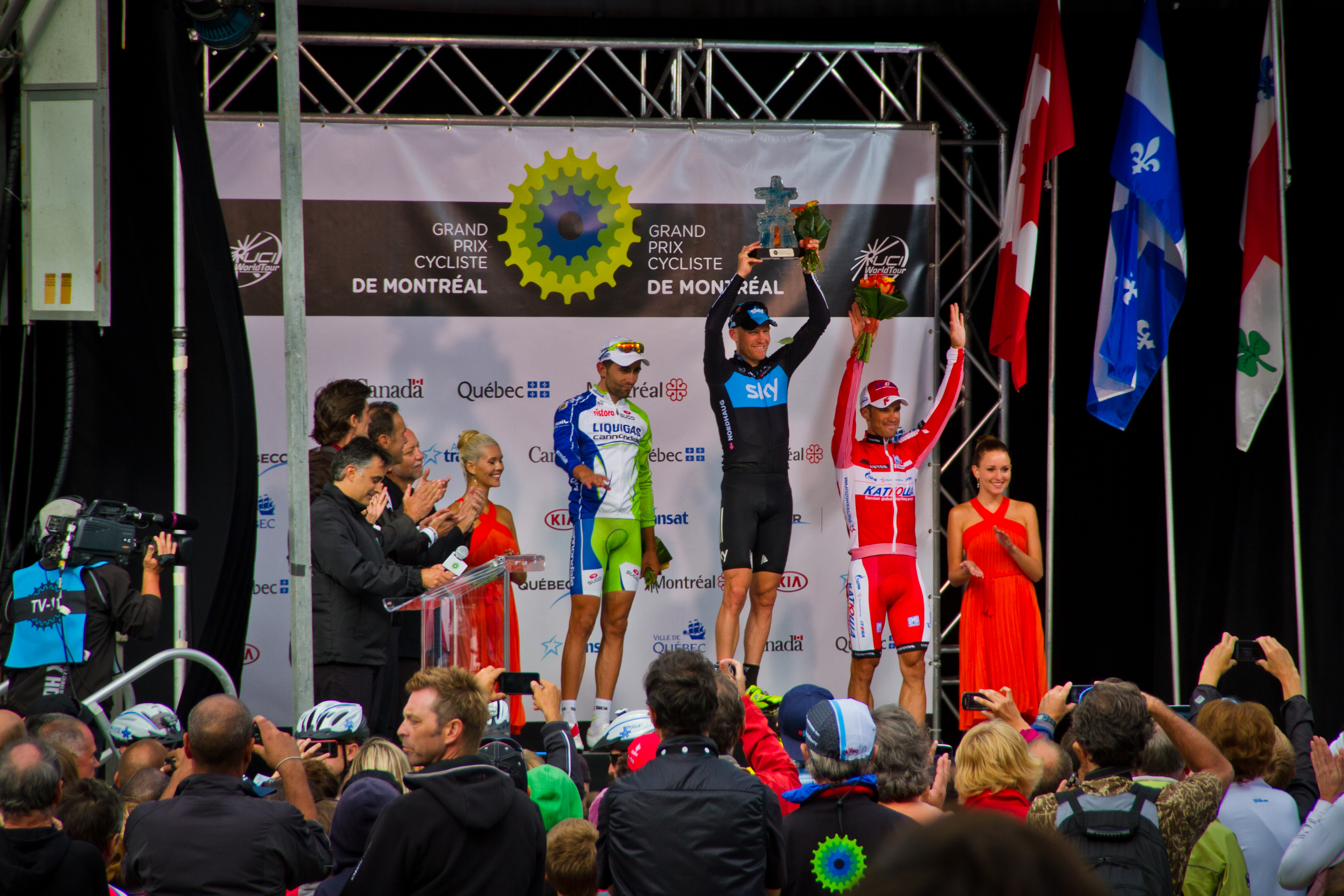
Erepodium Grote Prijs van Montréal 2012

De Grote Prijs van Montréal 2012 (Frans: Grand Prix Cycliste le Montréal) was de derde editie van deze eendaagse wielerkoers. De koers was voor het derde jaar op rij opgenomen in de UCI World Tour en werd verreden op 9 september 2012.
In 2011 werd de koers gewonnen door de Portugees Rui Costa. Zijn opvolger werd de Noor Lars Petter Nordhaug.

## Deelnemende ploegen
| 18 UCI World Tour-ploegen | 18 UCI World Tour-ploegen | 18 UCI World Tour-ploegen | 3 wildcards                 |
| ------------------------- | ------------------------- | ------------------------- | --------------------------- |
| AG2R-La Mondiale          | Lampre-ISD                | Sky ProCycling            | Cofidis, le crédit en ligne |
| Astana Pro Team           | Liquigas-Cannondale       | Team Garmin-Sharp         | Europcar                    |
| BMC Racing Team           | Lotto-Belisol             | Team Katjoesja            | Spidertech Powered by C10   |
| Euskaltel-Euskadi         | Omega Pharma-Quick Step   | Team Movistar             |                             |
| FDJ-BigMat                | Rabobank                  | Saxo Bank-Tinkoff Bank    |                             |
| Orica-GreenEdge           | RadioShack-Nissan-Trek    | Vacansoleil-DCM           |                             |

## Uitslag
| Plaats  | Naam                 | Ploeg                  | Tijd     |
| ------- | -------------------- | ---------------------- | -------- |
| Winnaar | Lars Petter Nordhaug | Sky ProCycling         | 5u28'29" |
| 2       | Moreno Moser         | Liquigas-Cannondale    | + 2"     |
| 3       | Aleksandr Kolobnev   | Team Katjoesja         | z.t.     |
| 4       | Simon Gerrans        | Orica-GreenEdge        | + 4"     |
| 5       | Edvald Boasson Hagen | Sky ProCycling         | z.t.     |
| 6       | Björn Leukemans      | Vacansoleil-DCM        | z.t.     |
| 7       | Jürgen Roelandts     | Lotto-Belisol          | z.t.     |
| 8       | Rui Costa            | Team Movistar          | z.t.     |
| 9       | Luca Paolini         | Team Katjoesja         | z.t.     |
| 10      | Tony Gallopin        | RadioShack-Nissan-Trek | z.t.     |
|         |                      |                        |          |
| 20      | Tom-Jelte Slagter    | Rabobank               | z.t.     |

2010 · 2011 · 2012 · 2013 · 2014 · 2015 · 2016 · 2017 · 2018 · 2019 · 2020-2021 · 2022 · 2023 · 2024
 Tour Down Under · 
 Parijs-Nice · 
 Tirreno-Adriatico · 
 Milaan-San Remo · 
 Ronde van Catalonië · 
 E3 Harelbeke · 
 Gent-Wevelgem · 
 Ronde van Vlaanderen · 
 Ronde van het Baskenland · 
 Parijs-Roubaix · 
 Amstel Gold Race · 
 Waalse Pijl · 
 Luik-Bastenaken-Luik · 
 Ronde van Romandië · 
 Ronde van Italië · 
 Critérium du Dauphiné · 
 Ronde van Zwitserland · 
 Ronde van Frankrijk · 
 Ronde van Polen · 
  Eneco Tour · 
 Clásica San Sebastián · 
 Ronde van Spanje · 
 Vattenfall Cyclassics · 
 GP Ouest France-Plouay · 
 Grote Prijs van Quebec · 
 Grote Prijs van Montreal · 
 UCI Ploegentijdrit · 
 Ronde van Lombardije · 
 Ronde van Peking